# Лянчжу
Лянчжу (кит.: 良渚文化; піньїнь: Liangzhu) — неолітична культура в регіоні нижньої Янцзи, що існувала у 3400/3300—2300/1900 роках до н. е. Прийшла на зміну культурам Хемуду і Цінляньґан. 2019 року на 43 сесії включено до Світової спадщини ЮНЕСКО.

## Дослідження
Вперше виявлено Ши Сінєм з Музею Сіху у повіті Юйхан (провінція Чжецзян) у 1936 році. У тому ж році він почав розкопки поблизу міста Лянчжу і знайшов більше чорної кераміки та кам'яних знарядь. Спочатку вважалося, що вони належать до культури Луншань. У 1959 році вчені запропонували назву культури — Лянчжу, але до середини 1970-х років археологічна спільнота ще мало знала про неї.
У 1970-х роках у храмі Уцзінь Дун у Цзянсу було виявлено велику кількість нефритових артефактів, а також вцілілу комплекс гробниць Лянчжу, де виявлено 124 поховання, 33 нефритових циліндри та 24 нефритових диски. Після цього були проведені розкопки гробниць на горах Каосі, Чжанлін, Куньшань, в Шанхаї, Юхані, Яошані та інших місцях округу Усянь. 1993 року затверджено назву Лянчжу.
29 листопада 2007 року уряд провінції Чжецзян оголосив про відкриття великого поселення, яке вважається було столицею культури. У 2008 році було завершено будівництво нового Музею культури Лянчжу, який відкрився наприкінці року.

## Історія
Культура Лянчжу існувала у південній частині дельти річки Янцзи, з центром на території сучасного озера Тайху, охоплювало затоку Ханчжоу і північний берег річки Цяньтан на півдні, доходила до Жовтого моря, на заході — до Маошань і гора Тяньму, перетинаючи річку Янцзи на північ до Хуайбей (Цзянсу).
Увійшла в свій розквіт десь наприкінці XXV ст. дон. е., під час фази Лянчжу III. В цей час вже існує кілька державних утворень. З них найбільше та найкраще вивчене — «царство Мо» (за пам'ятником Моцзяошань). Його можна віднести до ранніх держав «номового» типу. Протодержави мали свої «значки» — зображення птаха з додатковими символами у картуші, розташовані на бі-дисках.
До 2300—2200 роках до н. е. раптово зникла. Останні дослідження показали, що підняття води кілька разів переривало розвиток людських поселень на цій території. Це змусило дослідників зробити висновок, що загибель культури Лянчжу була викликана повенями, спричиненими надпотужними мусонними зливами, оскільки культурні шари зазвичай перериваються мулистими або болотистими та піщано-гравійними шарами з закопаними палеодеревами. Інші дослідники вказують, що озеро Тайху утворилося як ударний кратер 4500 років тому, що може пояснювати зникнення культури Лянчжу.
Дослідження у 2021 році припускає, що від 4345 ло н. е. (± 32 років) до 4324 до н. е.(± 30 років) тривав період високої кількості опадів, ймовірно, викликаний збільшенням частоти умов Ель-Ніньйо-Південного коливання (нерегулярні періодичні коливання вітрів і температури поверхні моря над тропічною східною частиною Тихого океану, що впливає на клімат більшої частини тропіків і субтропіків). В результаті населення Лянчжу залишили свою столицю та житла на рівнині Тайху.
Також припускають, що культура Лянчжу не зникла зовсім, а зазнала потужної кризи. До 1600 року дон. е. існувала так звана «Постлянчжу» («Пізня Лянчжу»), яку також називають «Передмацяо», переважно в районі сучасного Шанхаю.

## Характеристика
Виявлено чітку різницю між соціальними прошарками у похоронних спорудах. Аналіз ДНК людських рештків вказує на високу частоту Y-хромосомної гаплогрупи О1, пов'язуючи кудбтуру лянчжу з австронезійськими та тай-кадайськими народами. Гаплогрупа О1 була відсутня в інших археологічних пам'ятниках на суші. Автори дослідження припускають, що це може бути свідченням двох різних людських шляхів міграції під час заселення Східної Азії, один прибережний та інший внутрішній, з малим генетичним перетіканням між ними.
Культура володіла розвиненим землеробством, включаючи іригацію, вирощування рису та аквакультурою. Виявлено рештки будівлі, яку розглядають як зерносховище (могло міститися — до 15 т рису).

### Господарство
Стародавнє місто Лянчжу (розглядають як столицю «царства Мо») розташовувалося серед водно-болотних угідь на рівнині річкових мереж між горами Дасюн і Дачже гірського хребта Тяньму. Це стародавнє місто вважається найбільшим містом цього періоду (тут мешкало близько 34,5 тис. осіб), його площа становила 260 га, було оточене глиняними стінами із 6 братами. У північній, східній та південній стінах були розташовані 2 брами. У його центрі розташовувався палац площею 30 га. Є численні входи до водних шляхів як усередині міста, так і за його межами, які з'єднують його з річковою мережею. За межами огородженої території знайдено залишки будівель на площі 700 га. У 8 кілометрах на північ були знайдені різні ділянки, схожі на греблі, і вважаються стародавньою системою захисту від повеней.
Археологами знайдено фундаменти великих споруд, гробниць, вівтарів, резиденцій, доків та майстерень. Будинки були побудовані на палях, часто на річках або берегових лініях. Човни та весла, дерев'яний пірс та набережні, напевно були використані для захисту від повеней.

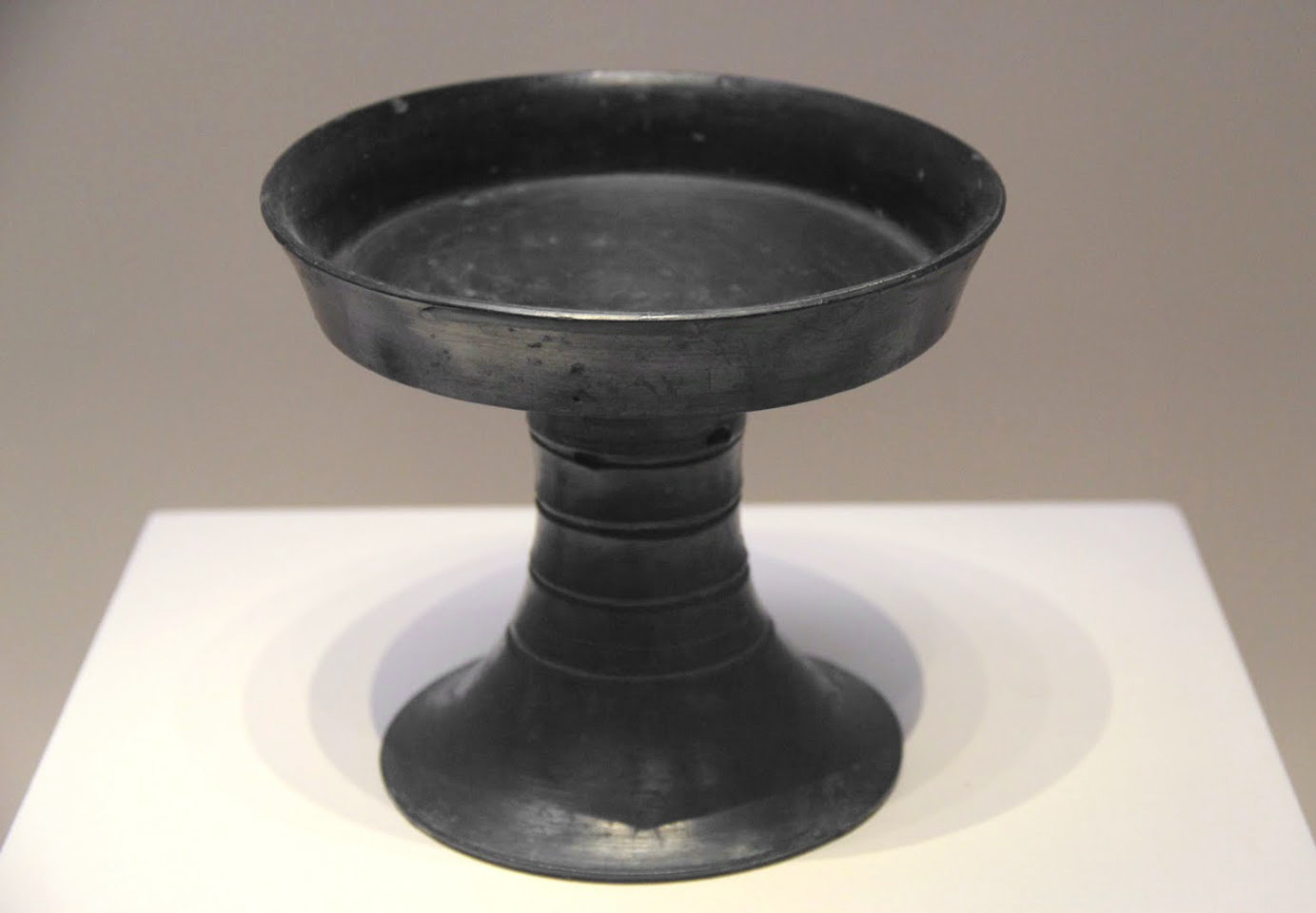
Доу (чаша-«капелюх») часів Лянчжу

Виявлено велику кількість посуду для виробництва, побуту, військового та ритуального призначення. У гончарних виробах, часто прикрашених червоним, особливу увагу приділяли використанню спіралей і кругів. Кераміка нагадує чорну «яєчну шкаралупу» культури Луншань. Було відзначено подібність між Лянченчженем (найбільшим місцем культури Давенькоу), процесом виготовлення кераміки Лянчжу, що наштовхнуло дослідників на думку, що між двома культурами торгівля та культурний обмін.
Виявлено численні інструменти з нефриту (бі-диски, циліндри-кун, церемоніальні сокири-юе, підвіски з гравіюванням зображень птахів, черепах та риб), на яких вирізьблено таотай. Найбільший знайдений кун важив 3,5 кг. Багато нефритових артефактів Лянчжу мали білий молочно-кістоподібний вигляд. Дослідники виявили, що деякі юе були створені з використанням алмазного інструменту, «були відполіровані до дзеркального блиску». Нефрит та вироби з нього експортувалися. Вважається, що нефритові артефакти, знайдені в місцях Лянчжу, мали вплив на розвиток інших неолітичних культур у Китаї — Луншань в Шаньдуні та Шаньсі, Ціцзя в Ганьцині.
Лянчжу — єдина первісна культура, що обробляла сапфір.

### Військова справа
На початку квітня 2023 року, згідно повідомлення агенції Сіньхуа, у міському окрузі Усі в провінції Цзянсу, археологи знайшли доволі рідкісну кам'яну реліквію, а саме ритуальну зброю у формі сокири, яка використовувалася у Стародавньому Китаї. На ній є вигравірувані зображення тигрів. Зброя була виготовлена приблизно 4500 років тому, у період культури Лянчжу. Згідно заяви 16 китайських та іноземних археологів, 4500-річна кам'яна реліквія з вирізаними на обох сторонах зображеннями тигрів та візерунками хмар та птахів, як на їхню думку, була символом влади. Також археологи виявили 329 кам'яних знарядь на місці археологічних розкопок Дінген у місті Усі, а також 73 кам'яні і кістяні наконечники стріл, а також безліч керамічних і нефритових артефактів.

### Вірування
Релігія мала важливе значення. Про це свідчить масивний неолітичний вівтар, розкопаний в Яошані. Він має три рівні, найвища платформа із утрамбованої землі. Три додаткові платформи були вимощені бруківкою. На вівтарі 12 могил у 2 рядки. Виявлено ритуальне жертвопринесення рабів.